# Vinca
Vinca L., 1753 è un genere di piante della famiglia delle Apocinacee, originario dell'Europa e dei paesi del bacino del Mediterraneo, comprendente specie erbacee perenni, erette o striscianti, note con il nome comune di pervinca.

## Etimologia
(Giovanni Pascoli, Myricae - Il cuore del cipresso, Pervinca)
L'origine del nome scientifico è incerta. Secondo alcune fonti deriva dal latino vincire (= legare), per la capacità della pianta di ancorarsi al terreno con le numerosi radici, o da vincus (=flessibile), con riferimento ai fusti sottili e flessibili.

## Tassonomia
Il genere comprende le seguenti specie:
- Vinca difformis Pourr.
- Vinca erecta Regel & Schmalh.
- Vinca herbacea Waldst. & Kit.
- Vinca ispartensis Koyuncu & Eksi
- Vinca major L.
- Vinca minor L.
- Vinca soneri Koyuncu

La vinca del Madagascar, un tempo inclusa in questo genere come Vinca rosea, è oggi attribuita al genere Catharanthus (C. roseus).

## Proprietà
La pervinca è considerata una pianta tossica per il suo contenuto in vincristina. In caso di assunzione di parti della pianta i sintomi precoci compaiono entro le 24 ore e sono a carico dell'apparato digerente, con nausea, vomito e febbre; quelli tardivi, nella prima settimana, consistono in cefalea, insonnia, delirio, allucinazioni, neuropatie, convulsioni e coma. Nel medioevo la pervinca veniva usata anche come preparato per filtri d'amore.

## Usi
Sono usate come piante ornamentali, per aiuole in zone ombreggiate, per decorare freschi sottobosco, oppure coltivate in vaso e per usi erboristici.
Da questo genere è possibile estrarre anche una sostanza chiamata vincristina, la cui attività antitumorale è riconosciuta: è in grado di interferire nella formazione del fuso mitotico delle cellule cancerogene. La sua sintesi risulta essere un po' difficile.

## Coltivazione
Le specie rustiche perenni gradiscono posizioni fresche e ombreggiate, suoli ricchi, acidi, soffici. Si moltiplicano con la semina, per divisione dei cespi o per propaggine: i fusti radicano con facilità.